# Fasi della sperimentazione clinica
Le fasi della ricerca clinica sono le fasi in cui gli scienziati conducono esperimenti a scopo sanitario per ottenere prove sufficienti per considerare efficace un trattamento medico. La ricerca clinica viene condotta su farmaci, vaccini, nuovi dispositivi medici e nuovi test diagnostici.
Per lo sviluppo dei farmaci, si realizza un lotto pilota e si procede con le fasi cliniche, le quali iniziano con test di sicurezza su pochi soggetti umani, quindi si espandono a molti partecipanti allo studio (potenzialmente decine di migliaia) per determinare se il trattamento è efficace.

## Sperimentazione pre-clinica
Poiché all'origine della ricerca vi sono solo delle ipotesi teoriche e delle aspettative di efficacia, il preparato, prima di essere sperimentato sull'uomo viene testato su un cosiddetto modello sperimentale della malattia, vale a dire un sistema che esibisce lo stesso bersaglio farmacologico per cui si studia il farmaco. L'efficacia potenziale del farmaco viene testata inizialmente tramite modelli teorici (in silico), successivamente su colture cellulari (in-vitro). Appurata l'efficacia potenziale sulle colture cellulari si passa alla sperimentazione animale (in vivo). Nel caso di farmaci per il derma, tessuti artificiali che riproducono le caratteristiche dell'epidermide umana (episkin).
Nella fase in silico e in vitro si sperimentano tipicamente moltissimi composti simili tra loro, per misurare la loro attività e il loro grado di efficacia. Da questa prima serie di test si scelgono i composti da modificare e provare poi su cavie e animali da laboratorio. Durante questa fase si iniziano a valutare i rischi e la potenziale tossicità per l'uomo, e vengono a volte introdotte delle modifiche alla composizione chimica del composto-guida, in vista della formulazione prevalente che si prevede verrà usata negli studi clinici sull'uomo.
La fase pre-clinica coinvolge studi di farmacodinamica e di farmacocinetica.

## Sperimentazione clinica
Accertato che il composto in esame ha l'efficacia desiderata sul bersaglio farmacologico, e un accettabile grado di sicurezza per l'utilizzo, bisogna verificarne la reale tollerabilità ed efficacia sull'uomo. Per questo sono previste quattro fasi distinte e successive: fase I farmacologia clinica, fase II studio di efficacia, fase III studio multicentrico e fase IV post marketing.

### Fase 0: farmacocinetica
Farmacocinetica

### Fase I: sicurezza clinica
Lo scopo di questa fase della sperimentazione è quello di fornire elementi preliminari per una valutazione della sicurezza del principio attivo e per accertarne la tolleranza dell'organismo. Per questo è necessario richiedere l'autorizzazione alla sperimentazione dal Ministero della Sanità, e se il principio attivo non è mai stato sperimentato prima sull'uomo, anche il parere dell'Istituto Superiore di Sanità. Si seleziona un limitato numero di volontari sani (60 - 80), di sesso preferibilmente maschile (per evitare interferenze con il ciclo ormonale femminile) che sotto rigoroso controllo medico assumono dosi crescenti di farmaco, al di sotto della dose tossica rilevata dagli studi preclinici in vivo. In questa fase si studia la sicurezza e la tollerabilità del farmaco, insieme alla valutazione di parametri farmacocinetici. Inoltre, viene valutata in prima istanza la presenza di eventuali effetti collaterali.
In questo stadio si apportano gli ultimi ritocchi alla molecola del principio attivo, sia in termini di composizione chimica che di processo di produzione: se dopo questa fase vengono apportate modifiche alla molecola e/o al processo produttivo, il prodotto viene sottoposto di nuovo a tutte le sperimentazioni precliniche e cliniche.
Il motivo di questa disposizione è che variazioni anche minime al processo produttivo possono influenzare in modo imprevedibile il prodotto finale: è tristemente noto il caso del triptofano, un aminoacido essenziale: nel 1989 in seguito ad un nuovo metodo di purificazione della molecola adottato dal produttore, si verificarono alcune morti in seguito all'assunzione del farmaco: si scoprì che durante il nuovo processo, due molecole di triptofano potevano unirsi dando origine ad un composto velenoso, che era presente nel farmaco finale in concentrazione dello 0,1%.
Nel caso di farmaci volti alla cura di patologie gravi (ad esempio neoplasie o AIDS), le sperimentazioni di fase I non sono richieste dalle autorità competenti; dalla fase preclinica si passa direttamente alla fase II.

### Fase II: studio di efficacia
Terminata l'analisi farmacocinetica e sulla sicurezza e tollerabilità, si passa a determinare l'efficacia terapeutica del nuovo farmaco. In alcuni centri ospedalieri selezionati e dotati di comitati etici di controllo, che devono autorizzare sia il protocollo generale di sperimentazione che ogni singolo passo della sperimentazione stessa, vengono realizzati gli studi clinici. Gli studi clinici di fase II comportano la valutazione dell'efficacia del farmaco, analizzando i cosiddetti "end-point" ovvero parametri clinici (ad esempio abbassamento della pressione arteriosa nel caso di anti-ipertensivi) precedentemente identificati nel protocollo sperimentale. Inoltre gli studi di fase II comprendono un ulteriore affinamento dell'analisi sulla tossicità e sugli effetti collaterali. La valutazione dell'efficacia del farmaco viene fatta seguendo diversi protocolli, il più utilizzato e il più affidabile è il protocollo in doppio cieco, dove i pazienti vengono divisi in due gruppi di trattamento, placebo o farmaco, e in cui gli operatori sanitari non sono a conoscenza della natura del trattamento. Ad oggi, molti protocolli non prevedono un placebo ma un "golden-standard" ovvero un farmaco già registrato ed efficace per la determinata patologia in esame. Ogni paziente che partecipa alla sperimentazione deve essere informato puntualmente degli effetti del nuovo farmaco e dei potenziali rischi previsti, e firmare una dichiarazione di consenso informato.

### Fase III: studio multicentrico
Terminato lo studio dell'efficacia clinica del nuovo farmaco, si continua la sperimentazione allargando il numero di centri, cioè di ospedali e cliniche coinvolte, con l'obiettivo di confermare l'efficacia, affinare i dosaggi e la formulazione scelta, valutare il valore terapeutico, meglio definire il rapporto sicurezza efficacia, e superare il problema della variabilità individuale, cioè il problema delle possibili diverse reazioni su pazienti diversi. Terminata questa fase di sperimentazione si fa domanda di registrazione presso l'Agenzia Europea del Farmaco EMA, per ottenere l'autorizzazione alla commercializzazione della nuova specialità farmaceutica (il medicinale vero e proprio).
Durante le prime fasi della sperimentazione clinica (fase III compresa), il farmaco non è ancora in vendita e può essere usato soltanto negli ospedali e soltanto sui pazienti che partecipano allo studio.

### Fase IV: post marketing
La fase IV post marketing è la pratica di monitorare la sicurezza di un farmaco o di un dispositivo medico dopo che è stato immesso sul mercato ed è una parte importante della scienza della farmacovigilanza. Poiché i farmaci e i dispositivi medici sono approvati sulla base di studi clinici, che coinvolgono un numero relativamente ridotto di persone selezionate a questo scopo, il che significa che normalmente non hanno altre condizioni mediche che possono esistere nella popolazione. In generale, la sorveglianza post-marketing può ulteriormente perfezionare, o confermare o negare, la sicurezza di un farmaco o dispositivo dopo che è stato utilizzato nella popolazione generale da un gran numero di persone che hanno un'ampia varietà di condizioni mediche. La sorveglianza post-marketing utilizza una serie di approcci per monitorare la sicurezza di farmaci e dispositivi, tra cui database di segnalazioni spontanee, monitoraggio degli eventi di prescrizione, cartelle cliniche elettroniche, registri dei pazienti e collegamento tra i database sanitari. Questi dati vengono riesaminati per evidenziare potenziali problemi di sicurezza in un processo noto come data mining.

## La farmacovigilanza
Anche dopo la commercializzazione il nuovo farmaco viene tenuto sotto controllo per rilevare effetti collaterali e/o problemi eventualmente sfuggiti ai test clinici precedenti, perché si manifestano molto raramente o a lungo/lunghissimo termine, o solo in condizioni particolari. Gli studi eseguiti dopo che un farmaco è stato messo in uso riguardano milioni di pazienti, e consentono valutazioni statistiche più accurate, con un campione di scala grande a sufficienza per mettere in risalto effetti che riguardano il 2% della popolazione, come un aumento della mortalità pari al 2%, una percentuale non rilevabile negli studi preliminari su piccoli gruppi di pazienti.
I medesimi obiettivi sono perseguiti dall'attività di farmacovigilanza; introdotta nel 1970 in Francia da un gruppo di tossicologi, ed accettata a livello mondiale negli anni ottanta.

### In Italia
Nel settembre del 2002, (con Circolare n.6, 2 settembre 2002) il Ministero della Salute ha regolamentato gli studi condotti dopo la commercializzazione del farmaco, definendo nuove entità denominate studi osservazionali. Si tratta di studi nei quali i farmaci vengono utilizzati secondo consuetudine ed acquistati dai Centri che partecipano alla sperimentazione. In tali studi vengono registrati alcuni parametri di particolare interesse per valutare meglio la tollerabilità, e in alcuni casi l'efficacia, del farmaco su grandi numeri di pazienti.

## Pubblicazione degli studi
Gli studi clinici sono pubblicati e accessibili sul sito ufficiale clinicaltrials.gov americano e su quelli dei singoli Stati.
I risultati, qualora positivi, sono disponibili nella loro interezza, fino a dopo 10 dalla registrazione del farmaco, affinché il farmaco possa essere prodotto come generico.
La pubblicazione dei risultati clinici può avvenire anche su di articoli scientifici dedicati. La comunicazione scientifica prevede la revisione dei contenuti da parte di un gruppo di esperti indipendenti, che non hanno relazioni di parentela o economiche con gli autori dello studio e i loro finanziatori.
Esistono iniziative per applicare un approccio open-source alla ricerca farmacologica. Si tratta di database consultabili e aggiornabili gratuitamente, che prevedono delle credenziali per chi inserisce i contenuti, e degli standard per la documentazione da fornire, contributi volontari per l'inserimento e la revisione, quali l'Open Archives Initiative.